# Бенсон (Вермонт)
Бенсон (англ. Benson) — місто (англ. town) в США, в окрузі Ратленд штату Вермонт. Населення — 974 особи (2020).

## Демографія
Згідно з переписом 2010 року, у місті мешкало 1056 осіб у 420 домогосподарствах у складі 288 родин. Було 583 помешкання
Расовий склад населення:
| - 97,3 % — білих - 0,7 % — чорних або афроамериканців - 0,6 % — корінних американців - 0,1 % — азіатів |

До двох чи більше рас належало 1,4 %. Частка іспаномовних становила 0,7 % від усіх жителів.
За віковим діапазоном населення розподілялося таким чином: 23,9 % — особи молодші 18 років, 61,6 % — особи у віці 18—64 років, 14,5 % — особи у віці 65 років та старші. Медіана віку мешканця становила 41,9 року. На 100 осіб жіночої статі у місті припадало 108,3 чоловіків;  на 100 жінок у віці від 18 років та старших — 99,5 чоловіків також старших 18 років.
Середній дохід на одне домашнє господарство  становив 59 829 доларів США (медіана — 44 688), а середній дохід на одну сім'ю — 67 057 доларів (медіана — 61 250). Медіана доходів становила 50 208 доларів для чоловіків та 40 385 доларів для жінок. За межею бідності перебувало 14,3 % осіб, у тому числі 18,8 % дітей у віці до 18 років та 15,1 % осіб у віці 65 років та старших.
Цивільне працевлаштоване населення становило 409 осіб. Основні галузі зайнятості: освіта, охорона здоров'я та соціальна допомога — 21,3 %, виробництво — 14,7 %, роздрібна торгівля — 11,2 %, будівництво — 10,3 %.